# Guettarda velutina
Guettarda velutina är en måreväxtart som beskrevs av Alexander Zahlbruckner. Guettarda velutina ingår i släktet Guettarda och familjen måreväxter. Inga underarter finns listade i Catalogue of Life.